# Pelotas
Pelotas ist eine Großstadt mit 343.167 Einwohnern im Bundesstaat Rio Grande do Sul im Süden Brasiliens. Sie liegt etwa 240 km südlich von Porto Alegre. Benachbart sind die Orte Morro Redondo, Canguçu, Arroio do Padre, São Lourenço do Sul, Turuçu, Capão do Leão und Rio Grande. Ursprünglich war Pelotas Teil der Gemeinde Rio Grande.

## Präfekten
- Liste der Präfekten von Pelotas

## Bistum Pelotas
- Erzbistum Pelotas

## Söhne und Töchter der Stadt
- João Simões Lopes Neto (1865–1916), Journalist und Schriftsteller
- João Francisco Braga (1868–1937), römisch-katholischer Geistlicher, Erzbischof von Curitiba
- Lygia Bojunga Nunes (* 1932), Kinder- und Jugendbuchautorin
- Adolfo Antônio Fetter Júnior (* 1954), Politiker
- Angélica Freitas (* 1973), Dichterin, Übersetzerin, Journalistin
- Emerson (* 1976), Fußballspieler
- Emilio Strapasson (* 1977), Skeletonfahrer
- Michel Bastos (* 1983), Fußballspieler
- Daniel Carvalho (* 1983), Fußballspieler
- Eduardo Leite (* 1985), Politiker
- Rômulo (* 1987), Fußballspieler
- Taison (* 1988), Fußballspieler
- Rodrigo Dourado (* 1994), Fußballspieler
- William (* 1995), Fußballspieler
- Gabriel Peres (* 1997), Fußballspieler
- Heitor Rodrigues da Fonseca (* 2000), Fußballspieler
- Léo Borges (* 2001), Fußballspieler